# Pieter Nason
Pieter Nason (ur. 1612 w Amsterdamie, zm. 1688 w Hadze) – holenderski malarz epoki baroku.

## Życiorys
Uważany jest za ucznia Jana Antonisz. van Ravesteyna. W 1639 został przyjęty do gildii św. Łukasza w Hadze. W 1656, wraz z 47 innymi malarzami przystąpił do nowo powstałego haskiego bractwa Confrérie Pictura. W 1662 pracował dla namiestnika Fryzji Wilhelma-Fryderyka, w 1667 działał na dworze Wielkiego Elektora Fryderyka Wilhelma I, po czym powrócił do Hagi.
Malował portrety i martwe natury. W zbiorach Muzeum Narodowego w Warszawie znajduje się Autoportret na tle pejzażu Jana van Goyena (1648), Portret kobiety w stroju Minerwy (Krystyny Szwedzkiej jako Bradamante) (1663)  oraz Portret Johana Mauritsa (1666). W zbiorach Muzeum Czartoryskich Portret mężczyzny (ok. 1648-1653).